# Andra Veidemann

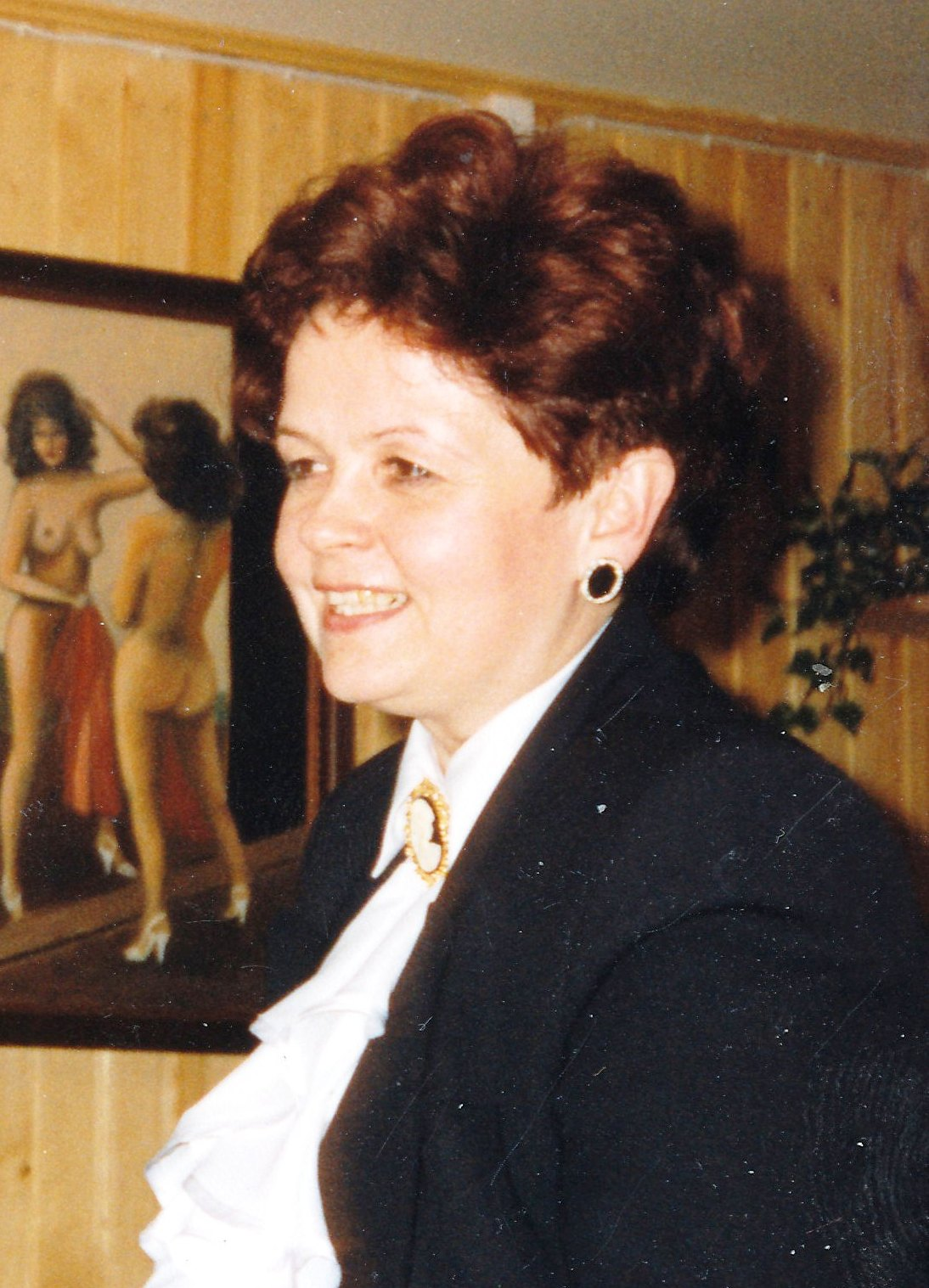
Andra Veidemann

Andra Veidemann (nascida Andra Eesmaa; 18 de julho de 1955, em Tallinn) é uma historiadora-etnóloga, editora, diplomata e política estoniana. Ela foi membro do VII Riigikogu. De 1999 a 2001 foi editora-chefe da editora AS Kirjastus Ilo. De 2006 a 2008, foi Adida Cultural da Embaixada da República da Estónia em Moscovo, Rússia.